# CONFORM
Concept Formulation (CONFORM) – amerykański program konstrukcyjno-badawczy zmierzający do opracowania okrętu podwodnego z napędem jądrowym trzeciej generacji. Program zmierzał do budowy nowego, nowoczesnego typu okrętów myśliwskich o wysokich osiągach i wielu nowatorskich w rozwiązaniach, stanowiącego odpowiedź na intensywny rozwój radzieckich konstrukcji tej klasy jednostek. W wyniku promowania przez admirała Hymana Rickovera odmiennej koncepcji rozwoju amerykańskich jednostek tej klasy, program Conform został przerwany, a okręty według tego projektu nie weszły do produkcji ustępując budowie mniej nowoczesnych jednostek typu Los Angeles.

## Geneza
W latach 1967–1968 marynarka wojenna Stanów Zjednoczonych rozpoczęła planowanie następcy okrętów typów Permit (SSN595) oraz Sturgeon (SSN637). Kiedy Biuro Szefa Operacji Morskich opracowało wymagania dla okrętów SSN następnej generacji, Dowództwo Systemów Morskich (NavSea) zapoczątkowało prace nad projektem spełniającym te wymagania. Program ten jest znany pod nazwą Conform. Kapitan Myron Eckhart Jr, w tym czasie szef projektu wstępnego w NavSea, zażądał od Biura Sekretarza Obrony udostępnienia środków umożliwiających prace projektowe na znacznie wyższym poziomie niż zwykle, co miało umożliwić Marynarce wdrożenie bardzo gruntownych badań, prac projektowych i inżynieryjnych dla rozpoczynającego się programu. W programie zgromadzono grono najbardziej utalentowanych amerykańskich badaczy i konstruktorów, jaki kiedykolwiek dotąd udało się zaangażować US Navy. Zespół ten, miał zaprojektować zupełnie nowy okręt "od czystej kartki papieru". Od samego początku, program zmierzał do budowy bardzo nowoczesnej konstrukcji, zdolnej do przeciwstawienia się szybkim radzieckim okrętom podwodnym, nie tylko jakością i zaawansowaniem wyposażenia bojowego oraz wyciszeniem systemu napędowego, lecz także swoimi osiągami, zwłaszcza zaś prędkością. U źródeł tych założeń leżały dwa czynniki:
- większa niż oczekiwano prędkość radzieckich okrętów podwodnych projektów 627A (NATO: November) - który w styczniu 1968 roku okazał się być zdolny do wyprzedzenia lotniskowca "Enterprise", co było zaskoczeniem dla US Navy - oraz rozwijającego prędkość 33 węzłów projektu 671 (NATO: Victor);
- okręty typów Thersher / Permit oraz Sturgeon używały tego samego reaktora S5W o mocy 15000 KM, po raz pierwszy zaprezentowanego w 1959 r. na USS "Skipjack" (SSN-585)[1] Późniejsze typy okrętów podwodnych były większe, i z tej racji przy tym samym napędzie musiałyby być wolniejsze niż rozwijające prędkość 33 węzłów okręty typu Skipjack.

Zgodnie z założeniami, nowo projektowane okręty korzystać miały z pochodnej reaktora S5G o naturalnej cyrkulacji (Natural Circulation Reactor - NCR), rozwijanego przez admirała Hymana Rickovera w programie pojedynczego okrętu USS "Narwhal" (SSN-671). Jeden z wyższych rangą projektantów w tamtym czasie, nazwał siłownię opartą na reaktorze S5G - z bezpośrednim napędem - "najlepszym reaktorem kiedykolwiek zbudowanym". Siłownia z reaktorem NCR korzysta z naturalnej konwekcji ciepła przy niskich prędkościach zamiast cyrkulacji cieczy wymuszonej za pomocą pomp, które są największym źródłem hałasu na okrętach z napędem nuklearnym. Siłownia oparta na reaktorze S5G obliczona była na zapewnienie okrętowi prędkości ponad 30 węzłów, przy kadłubie CONFORM zbliżonym rozmiarami do kadłubów jednostek typu Sturgeon, i wyporności podwodnej 4.800 t. Projekty CONFORM zakładały wykorzystanie wielu najnowszych technologii zwiększających zdolności bojowe okrętu, w tym w dotyczących zmienionego kształtu kadłuba, uzbrojenia, a nawet peryskopów, W tym ostatnim zakresie, propozycje obejmowały maszty i peryskopy składane wzdłuż kadłuba, zamiast pionowo wsuwanych w niego. To rozwiązanie miało na celu zmniejszenie ciśnienia oddziaływającego na kadłub sztywny okrętu, zapewnienie elastyczności w układzie wewnętrznego wyposażenia i być może także złagodzenie wymagań wobec kiosku.

## Conform vs. 688
Równocześnie z projektem CONFORM, Marynarka Stanów Zjednoczonych prowadziła program pojedynczego myśliwskiego okrętu podwodnego SSN-688. W tym celu zaadaptowano do wymagań okrętów podwodnych służący dla okrętów nawodnych reaktor D2G, zdolny do wytworzenia mocy 30000 KM. Zmodyfikowany reaktor otrzymał oznaczenie S6G.